# Friselina
La friselina è un tessuto di polietilene espanso avente una struttura spugnosa costituita da microcellule. Viene spesso utilizzata come prima forma di imballaggio di oggetti di cui serve proteggere la superficie.
I vantaggi:
- Protezione non abrasiva e non corrosiva per le superfici delicate.
- Leggerezza e flessibilità per un imballo facile e veloce.
- Resiste alla polvere e all'umidità.